# مارکوس هلویگ
مارکوس هلویگ (انگلیسی: Marcus Hellwig؛ زادهٔ ۲۶ نوامبر ۱۹۶۵در ووپرتال) روزنامه‌نگار اهل آلمان است که برای هفته نامه بیلد آم سونتاگ کار می‌کرد. وی در اکتبر ۲۰۱۰ به همراه شریک خود جنس کوخ به دلیل تلاش برای مصاحبه با پسر سکینه آشتیانی، در ایران دستگیر و به مدت ۵ ماه زندانی شد.

## دستگیری
یک روز قبل از دستگیری در اکتبر ۲۰۱۰، هلویگ و کوخ با ویزای توریستی وارد ایران شده بودند و برای بررسی پرونده سکینه آشتیانی (که به جرم زنا به اعدام محکوم شده بود) بدون کسب اجازه از مقامات ایران - که نقض قانون رسانه هاست - برنامه‌ریزی می‌کردند. آن‌ها برنامه‌ریزی کرده بودند که با وکیل آشتیانی و پسرش سجاد قادرزاده، در تبریز واقع در شمالغرب ایران در منطقه آذربایجان مصاحبه داشته باشند. بعد از چند سؤال، مقامات ایران دخالت کرده و هلویگ و کوخ و همچنین وکیل آشتیانی و پسرش را دستگیر کردند.
بر اساس گفته یک سخنگوی قوه قضائیه ایران، شخصی که به خانواده آشتیانی نزدیک بود به مقامات در مورد ملاقات با افراد خارجی مشکوک هشدار داده بود.

## اتهامات قوه قضاییه ایران
هلویگ و کوخ مظنون به این بودند که با مینا احدی عملیاتی را طراحی کرده‌اند. مینا احدی از طریق یک خط تلفن عادی با آن‌ها در تماس بود و به عنوان مترجم دو آلمانی کار می‌کرد. در مصاحبه با تلویزیون دولتی ایران، هلویگ و کوخ اعتراف کردند که آن‌ها توسط مینا احمدی برای رفتن به ایران تشویق شده‌اند. احدی در گذشته به دلیل همکاری با نیروهای کومله به اتهام تروریسم در ایران محکوم شده بود. مشخص شد که همکاری با احدی توسط قاضی یک عمل علیه امنیت ملی ایران شناخته شده بود.
در اول ژانویه ۲۰۱۱، سکینه آشتیانی در یک کنفرانس مطبوعاتی اعلام کرد که او قصد دارد از دو روزنامه‌نگار آلمانی که بطور غیرقانونی در مورد پرونده او با پسرش مصاحبه کرده‌اند شکایت کند.
این دو روزنامه‌نگار به اتهام ”اقدام علیه امنیت ملی” بوسیله ”ارتکاب اعمال نامشخص” محکوم شدند.

## آزادی
در ۲۰ فوریه ۲۰۱۱، این دو خبرنگار با پرداخت هر کدام ۵۰۰۰۰ دلار با تخفیف حکم صادره، از زندان آزاد شدند. بعد از دیدار وزیر امور خارجه وقت آلمان گیدو وستروله از تهران و در یک جلسه نادر با محمود احمدی‌نژاد رئیس‌جمهور ایران، وستروله با هر دو خبرنگار با هواپیمای دولت، به آلمان بازگشت.
یکسال بعد از آزادی، هلویگ به خوانندگان خود در خلاصه اخبار گفت که او در طی ۱۰ روز اول بازداشت خود که بیرحمانه بود مورد بازجویی مداوم و ضرب و شتم منظم قرار داشت تا اینکه یک دیپلمات آلمانی در مورد وضعیت آن‌ها مداخله کرد. وی گفت بازجویان ایرانی گاهی اوقات ادعا می‌کردند که «من جاسوس و یک متهم به تروریسم هستم» به گفته هلویگ، او و کوخ از سلول خود در طول روز صدای قربانیان شکنجه را می‌شنیدند: «صدای گریه آنها وحشتناک بود»
هولویگ تصمیم گرفت یک کتاب از تجربیات خود از این سفر بنویسد.

## کتاب زندان در ایران
در فوریه ۲۰۱۲ مارکوس هلویگ کتابی بنام زندان در ایران نوشت که در این کتاب ماجرای زندان خودش با عکاسش را برشته تحریر درآورد. زندانی شدن آن‌ها در ایران باعث یک سلسله محکومیت از طرف رسانه‌ها در سراسر جهان شد. آن‌ها بدون نور خورشید و با محرومیت از خوابیدن، با فریاد دردناک زندانیان در حال شکنجه مواجه بودند و خودشان نیز توسط بازجویان در حین بازجویی مورد شکنجه و آزار قرار می‌گرفتند و از آن‌ها می‌خواستند که به جرم جاسوسی اعتراف کنند.
در نهایت با مداخله رسانه‌های غربی و سیاستمداران و وارد شدن وزیر امور خارجه آلمان، گیدو وستروله بعد از ۱۳۲ روز از زندان آزاد شدند. در این کتاب به وضعیت ترس و وحشت و ناامیدی در دوران اسارت پرداخته شده‌است: «آنها با من چکار خواهند کرد، آیا هرگر خانواده خود را دوباره خواهم دید؟ دختر ۸ ساله‌ام را چطور؟»
مکالمات طولانی با سایر زندانیان سیاسی تصویر واقعی ای از وضعیت سیستم قضایی ایران به وی می‌دهد.
در نهایت بعد از فشارهای بین‌المللی ایران مجبور شد در سال ۲۰۱۳ سکینه آشتیانی را آزاد کند.